# François Sicre
François Sicre (1640 - Paris, 14 septembre 1705) est un peintre français. 

## Biographie
Peintre-marchand ordinaire du roi, il est surtout connu pour un portrait de Pierre Corneille conservé au Musée Carnavalet. Il ne nous est rien parvenu d'autre de ses œuvres. 
Membre de l'Académie de Saint-Luc, il peignit le portrait entre 1680 et 1683. Il s’agit de la dernière représentation connu de l'écrivain.
Lors de l'inventaire de ses collections dressé au moment de son décès on trouva plusieurs œuvres de grande valeur comme L'Adoration des Mages de Nicolas Poussin et une Sainte Famille de Palma Vecchio.  

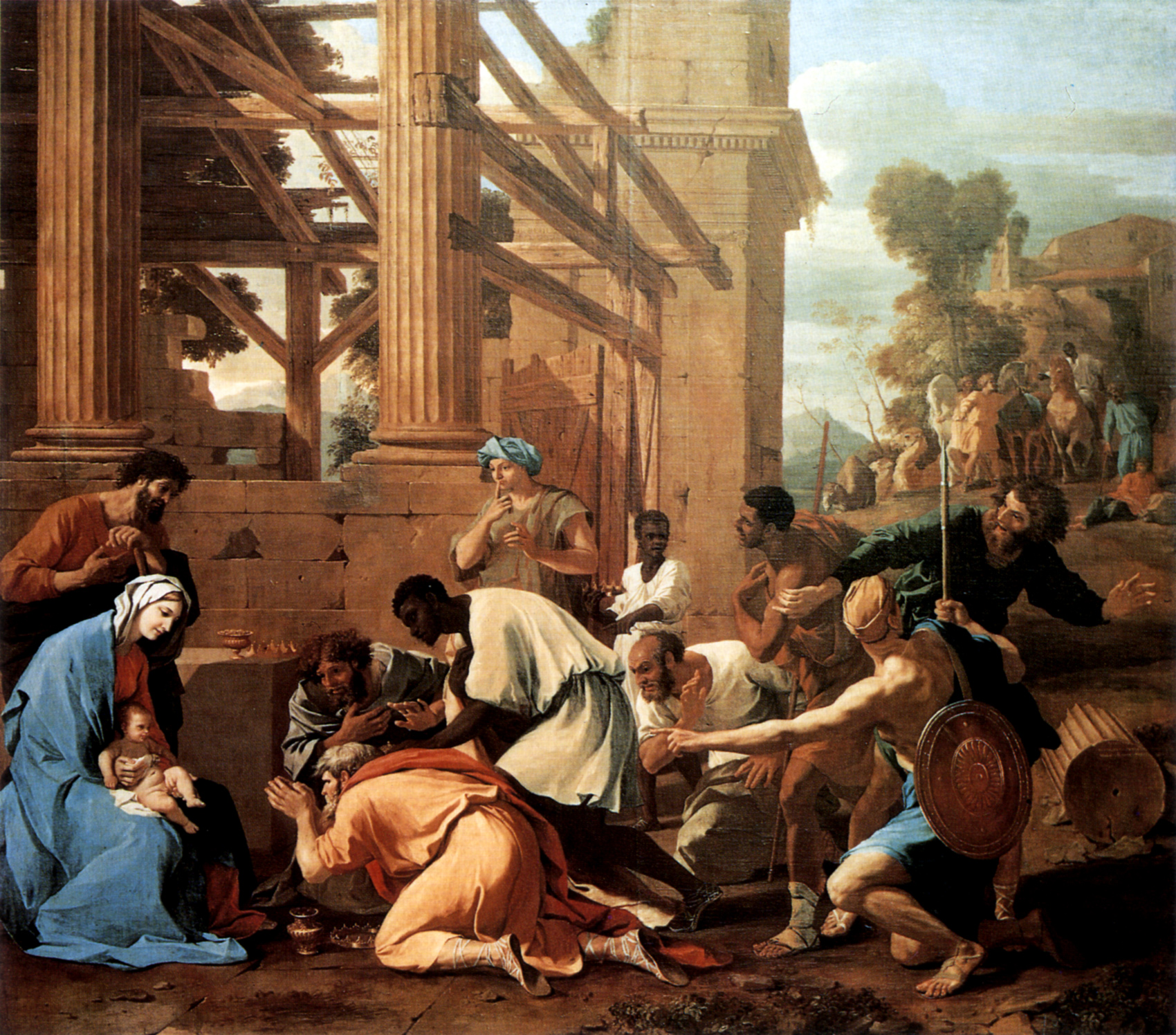
L'Adoration des mages de Nicolas Poussin (1633)

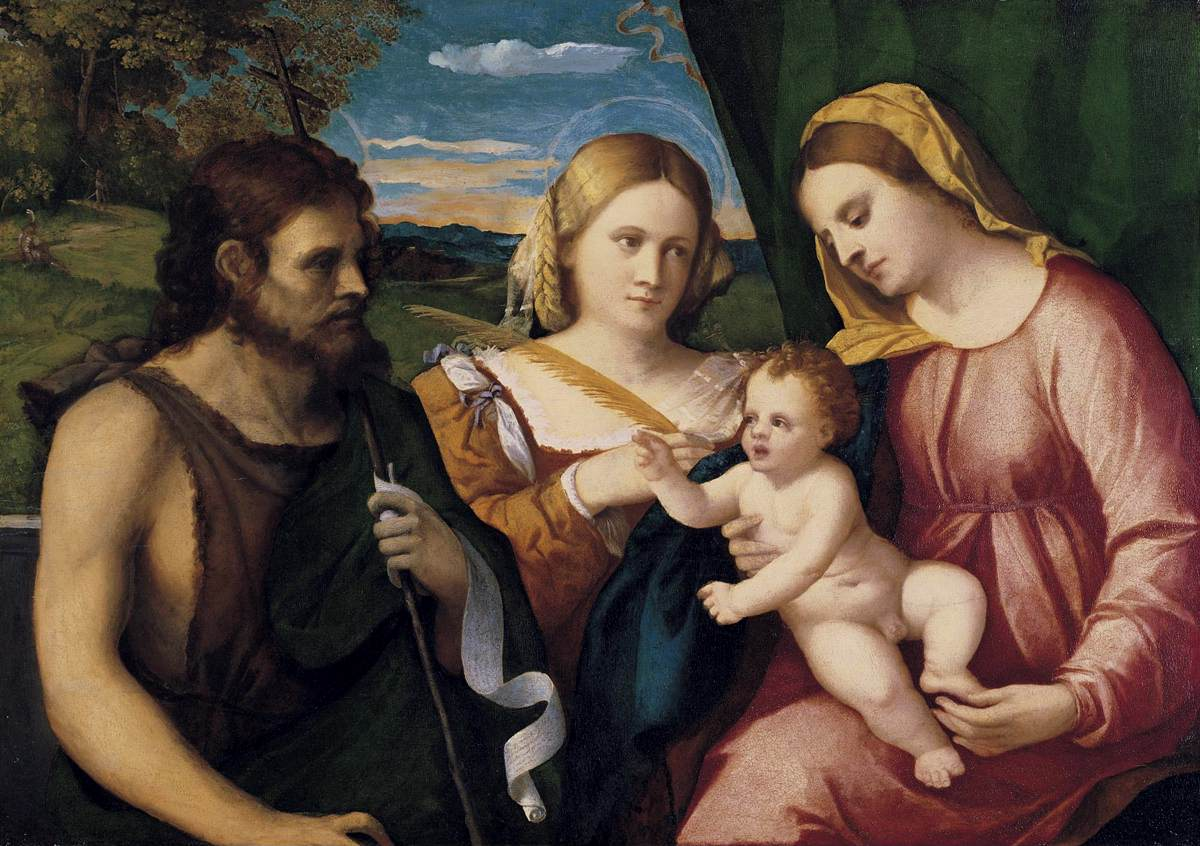
Sainte-Famille de Palma Vecchio (v.1517)